# Palojärvi (sjö i Finland, Kajanaland)
Palojärvi är en sjö i Finland. Den ligger i kommunen Suomussalmi i landskapet Kajanaland, i den östra delen av landet, 600 km nordost om huvudstaden Helsingfors. Palojärvi ligger 204,9 meter över havet. Arean är 2,5 kvadratkilometer och strandlinjen är 20,56 kilometer lång. Sjön  ingår i Uleälvens huvudavrinningsområde. 